# Mexico-Tenochtitlan

Mexico-Tenochtitlan, capitale de l'Empire aztèque, a été construite dans le plateau central du Mexique, sur une île du lac Texcoco.

Mexico-Tenochtitlan se trouvait dans la partie ouest de la vallée de Mexico, dont la géographie est ici reconstituée telle qu'elle est apparue aux conquistadors, au début du XVIe siècle.

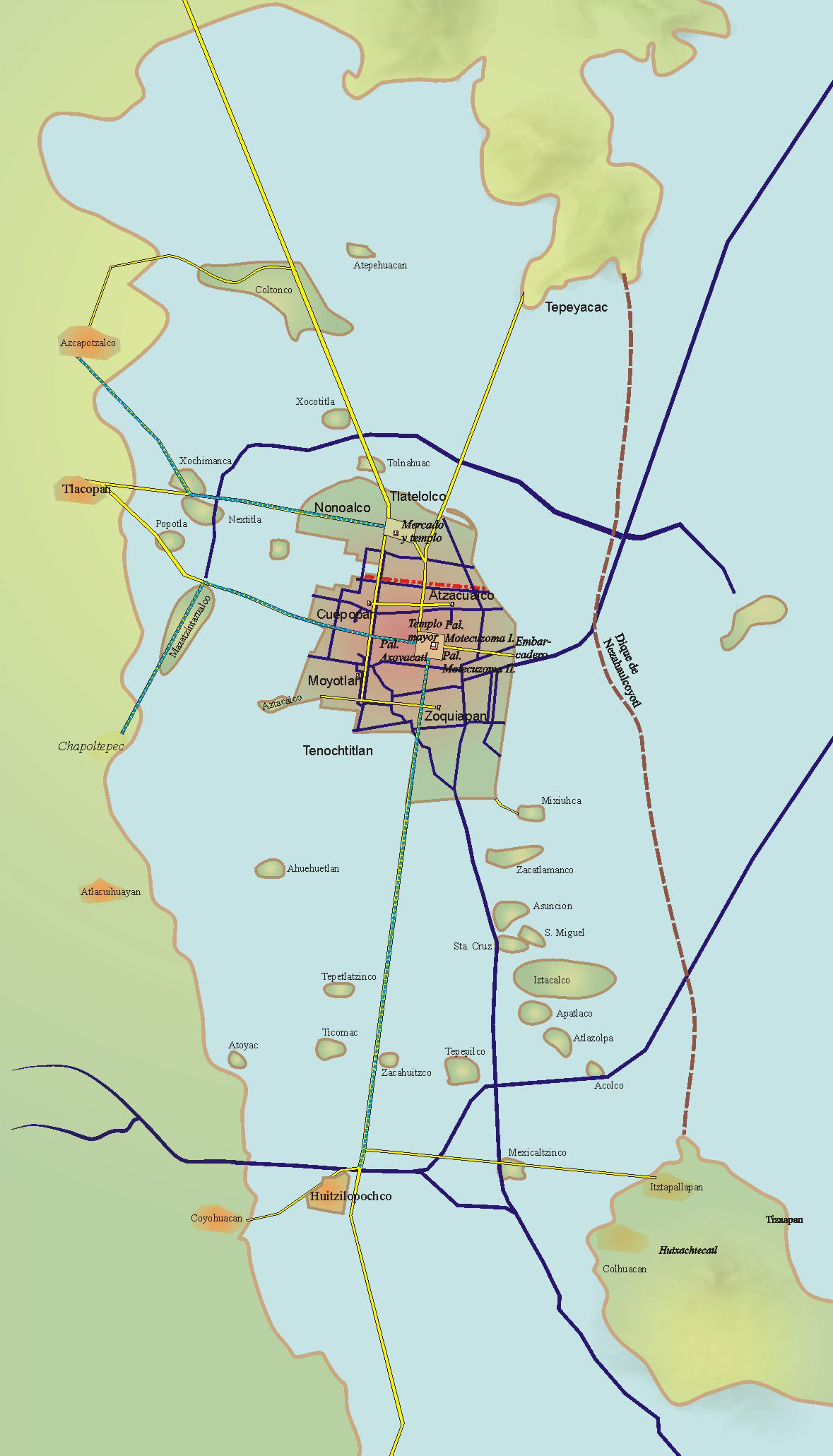
Dans la partie occidentale du lac Texcoco, Mexico-Tenochtitlan occupait la partie sud de l'île au centre de la carte, au-dessous de la ligne rouge, la partie nord étant Mexico-Tlatelolco (reconstitution de Hanns J. Prem, 2008).

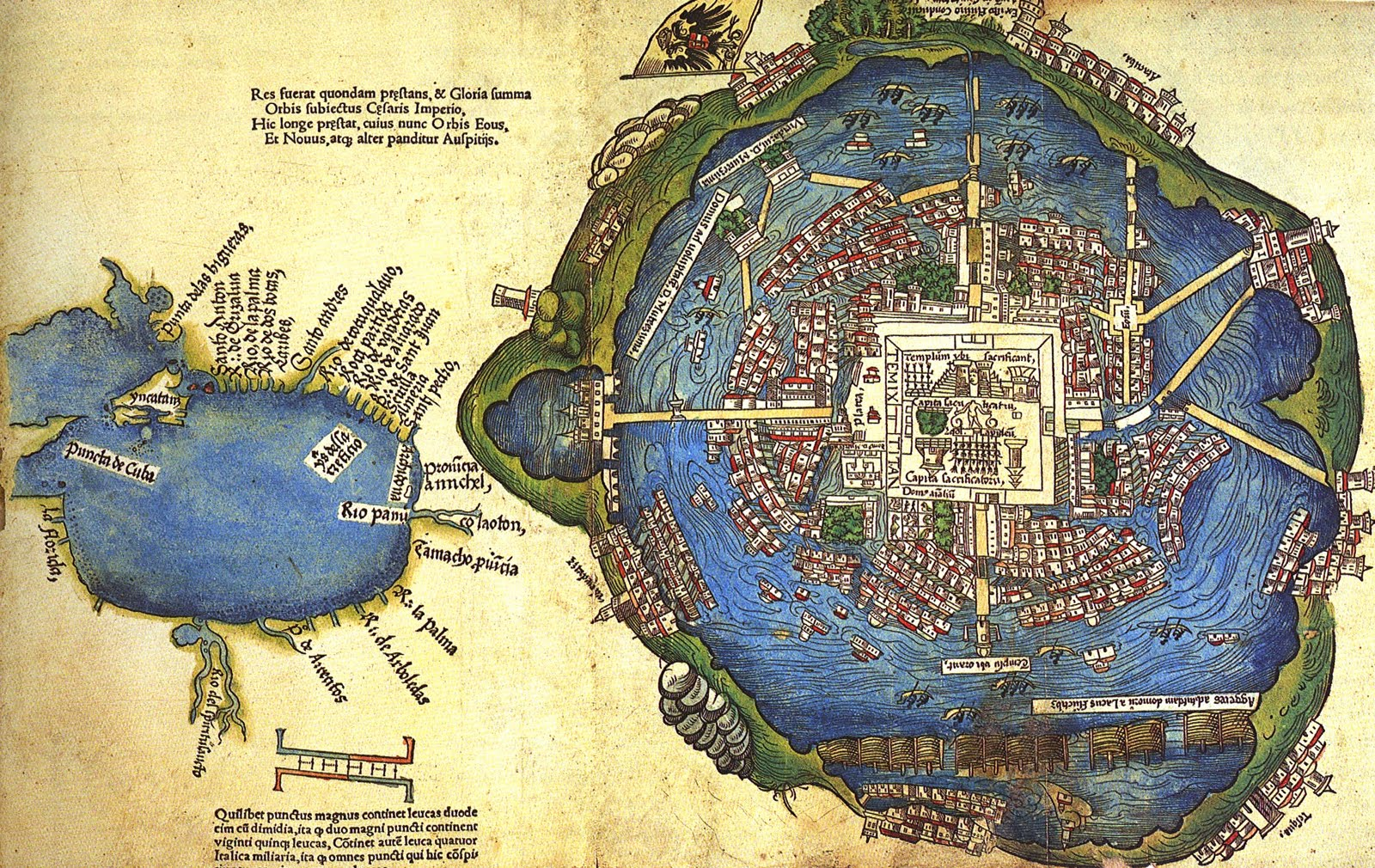
Plan de Mexico-Tenochtitlan publié en 1524 avec la deuxième lettre d'Hernán Cortés à l'empereur Charles Quint.

Mexico-Tenochtitlan (souvent abrégée Tenochtitlan) était la capitale (« huey altepetl ») de l'Empire aztèque. Elle fut bâtie sur une île située sur le lac Texcoco (dont une grande partie a été asséchée par la suite). Elle était coupée par de longues avenues, traversée par des canaux et reliée au continent par des chaussées. En 1521, les conquistadors espagnols et 200 000 combattants autochtones, principalement tlaxcaltèques, sous les ordres d'Hernán Cortés, détruisirent une grande partie de la ville, et plus particulièrement tout ce qui pouvait rappeler les cultes aztèques, puis y fondèrent Mexico, qui devint la capitale de la vice-royauté de Nouvelle-Espagne.

## Étymologie
La capitale aztèque, à l'époque de la conquête espagnole, avait une double appellation : « Mexico-Tenochtitlan ». La plupart des historiens s'entendent que l'appelation « Tenochtitlan » a son origine dans la culture aztèque. L'origine de « Mexico » est moins consensuelle. D'après Christian Duverger, la version « officielle » est que l'appellation Mexico vient du nom de ces fondateurs qui s'appelaient mexitli. À cette version, il oppose la version selon laquelle « Mexico » existait avant l'arrivée des aztèques et que ceux-ci y auraient ajouté la seconde appellation « Tenochtitlan » et, de plus, se seraient donné le nom de mexitin, tiré d'un personnage ayant des noms variés tels  Mexitl, pour pouvoir ainsi revendiquer plus légitimement un enracinement ancestral sur ce territoire.

### Mexico
L'origine du nom de Mexico a fait l'objet de nombreuses interprétations.
Les chroniqueurs du XVIe siècle ont presque tous repris la « version officielle » de l'Empire aztèque. Celle-ci s'appuyait sur des étymologies douteuses faisant référence à des spécificités de la vallée de Mexico (mexixin, le cresson sylvestre qui y abonde, ou les mexitli, les sources qui y sont nombreuses). Cette version était renforcée par une autre hypothèse étymologique basée sur la ressemblance avec le terme de Mexitin, nom que Huitzilopochtli aurait donné aux Aztèques lors de leur migration vers Mexico, dérivé selon certaines sources[Lesquelles ?] de Mexitl, nom d'un chef aztèque ancestral peut-être identifié à Huitzilopochtli lui-même. Christian Duverger a estimé pour sa part que le terme Mexitin a probablement été artificiellement créé par les dirigeants Aztèques pour donner à leur droit territorial une origine divine que personne ne pourrait donc contester.
Les travaux étymologiques contemporains confirment en fait ceux du père Antonio del Rincón, qui a indiqué, en 1595, que Mexico signifiait à l'origine « (la ville qui est) au milieu (du lac) de la lune » (du nahuatl metztli, « lune » et xictli, « ombilic », « centre »). D'autres interprétations décomposent davantage le nom « Mexico » en rattachant le radical -mexi à d'autres éléments symboliques de la Lune dans les mythologies mésoaméricaines du Plateau central, l'agave (metl, dont le nom ésotérique, metzcalli, signifie littéralement « la maison de la lune ») et le lapin (citli, « lièvre », associé à la fois au pulque, l'alcool d'agave, et à la lune).
Toutes ces versions attribuant une symbolique lunaire au toponyme sont étayées par l'ancien nom nahuatl de la lagune, Metztliapan, ainsi que, surtout, par le nom que donnaient les Otomi à la ville (amadetzânâ, « au milieu de la lune »).

### Tenochtitlan
Les sources autochtones donnent aussi des explications étymologiques contradictoires pour le toponyme « Tenochtitlan » : certaines évoquent une éponymie avec un chef nommé Tenoch et les autres font référence au figuier de Barbarie évoqué dans le mythe de la fondation de la ville.

#### Tenoch
Plusieurs évoquent un certain Tenoch, qui aurait été un des fondateurs de Tenochtitlan. Tenochtitlan serait donc la « ville de Tenoch ». Cependant cette étymologie a été récusée par des historiens du XXe siècle, car elle est suspecte à plusieurs titres. D'abord, ce type d'éponymie ne correspond à la tradition mésoaméricaine d'aucune autre cité. De plus, les sources sont contradictoires sur le rôle de Tenoch : il est parfois représenté comme un chef militaire, parfois comme un chef de quartier, parfois comme un épicier. Enfin, Tenoch semble en surnombre et fait figure d'intrus dans plusieurs sources, en rupture avec la symbolique mésoaméricaine, comme s'il avait été rajouté a posteriori dans certains récits. Christian Duverger émet l'hypothèse que cette étymologie de substitution est apparue sous l'influence des missionnaires car elle correspond aux explications étymologiques gréco-latines classiques.

#### Le mythe fondateur
Les autres explications font référence au mythe de la fondation de la ville qu'on retrouve dans le glyphe de la cité (un aigle, sur un cactus, dévorant un serpent, un oiseau ou une figue de barbarie). Elles proposent en effet comme traduction de Tenochtitlan « le lieu du figuier de Barbarie », « le lieu du figuier de Barbarie sur la pierre » ou encore « l'endroit des figues de Barbarie de la pierre ». Étymologiquement, ce nom viendrait des mots nahuatl « tenochtli » (qui pourrait signifier figuier de Barbarie) ou plus précisément « te(tl) » (pierre) et « nochtli » (figuier de Barbarie ou figue de Barbarie).
Le mésoaméricaniste français Christian Duverger, en s'appuyant sur les sources qui indiquent que nochtli signifie figue de Barbarie, remarque que ce fruit rouge symbolise le cœur de la victime du sacrifice humain ; selon lui, cette explication étymologique est crédible non seulement parce qu'elle aurait permis aux Aztèques d'insister ainsi sur la vocation de Tenochtitlan à être l'endroit où l'univers est perpétuellement régénéré par les sacrifices humains, mais aussi parce qu'elle expliquerait qu'à partir du dernier quart du XVIe siècle les représentations du mythe de fondation de la ville montrent l'aigle dévorant un serpent à la place de la figue de barbarie pour occulter la dimension sacrificielle du symbole.

## Origines
Avant l'arrivée des Aztèques, la région actuelle de Mexico fut occupée par des tribus chichimèques, des nomades venus du nord par plusieurs vagues de migration qui s'intensifièrent au XIIe siècle. Au contact des derniers Toltèques et des agriculteurs de Tula (dont la civilisation venait de s'effondrer), ces guerriers chasseurs fondèrent de nouvelles cités (Texcoco, Colhuacán, Azcapotzalco) en assimilant une grande partie de leur culture.
Les traces d'occupation les plus anciennes du site, qui n'était alors qu'un ensemble d'îlots sur le lac Texcoco, remontent à la phase Mazapa (800-1100), peut-être entre le IXe siècle et le Xe siècle.

## Fondation

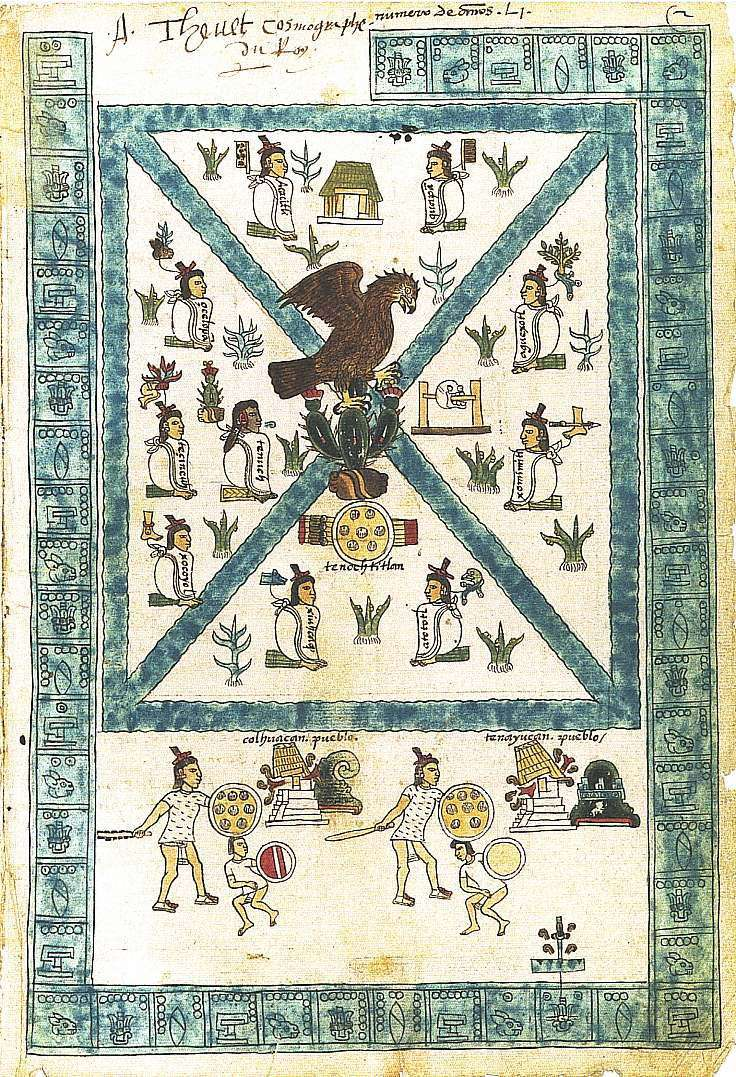
Au centre de ce folio du Codex Mendoza, on reconnaît le glyphe de la capitale aztèque faisant référence au mythe de la fondation de la cité.

### Mythe
Selon les inscriptions et les codex aztèques, les Mexicas, qui étaient les derniers arrivés dans la vallée de Mexico, furent chassés par le souverain de la ville de Culhuacan, dont ils avaient sacrifié la fille et s'enfoncèrent dans les marécages du lac de Texcoco. Selon les prédictions de leurs chefs religieux, les Mexicas, jusqu'alors nomades, devaient se sédentariser définitivement lorsqu'ils apercevraient un aigle sur un cactus (nopal). Selon le mythe de la fondation de Mexico-Tenochtitlan, c'est en 1325 que les Mexicas virent se réaliser la prédiction, sur un îlot au milieu du lac Texcoco.

### Histoire
La date des plus anciennes constructions retrouvées par les archéologues a été évaluée aux alentours de 1300.
Les historiens pensent que les Aztèques s'installèrent dans ces marécages hostiles parce que tous les autres endroits étaient occupés par des tribus plus puissantes, qui les rejetaient. Cependant, la situation ne les découragea pas. Ils pratiquèrent la culture sur chinampas, des radeaux d'osier couverts de limon qu'ils posèrent sur le lac Texcoco pour accroître les surfaces de culture du maïs.

## Population
Avant l'arrivée des Espagnols, la ville de Mexico, qui « englobait à la fois Tenochtitlan et Tlatelolco » (son ancienne rivale), semble avoir été une des villes les plus peuplées de l'époque. C'est du moins ainsi que l'ont décrite les conquistadors espagnols dans leurs témoignages.
Selon ces sources anciennes, sa population comptait entre 60 000 et 120 000 foyers, ce qui aurait représenté, selon Jacques Soustelle, entre 500 000 et un million d'habitants,, voire bien plus encore si on considère qu'un grand nombre de villes et villages qui forment actuellement le District fédéral de Mexico, sur les rives de la lagune, étaient déjà devenus « de simples dépendances de la capitale », formant ainsi une agglomération, au centre de la vallée, de certainement plus d'un million de personnes.
Cependant, ces estimations ont été contredites par celles, plus récentes, fondées sur les recherches archéologiques. Selon l'étude de la distribution des céramiques retrouvées dans le bassin de Mexico, la population de Mexico-Tenochtitlan aurait plutôt été comprise entre 150 000 et 200 000 habitants ; ces chiffres sont corroborés par d'autres études, dont certaines sont fondées notamment sur la production des chinampas actuelles, qui l'estiment généralement inférieure à 200 000 voire, au maximum, à 250 000 habitants.

## Superficie et urbanisme

Tenochtitlan et la vallée de Mexico vers 1519.

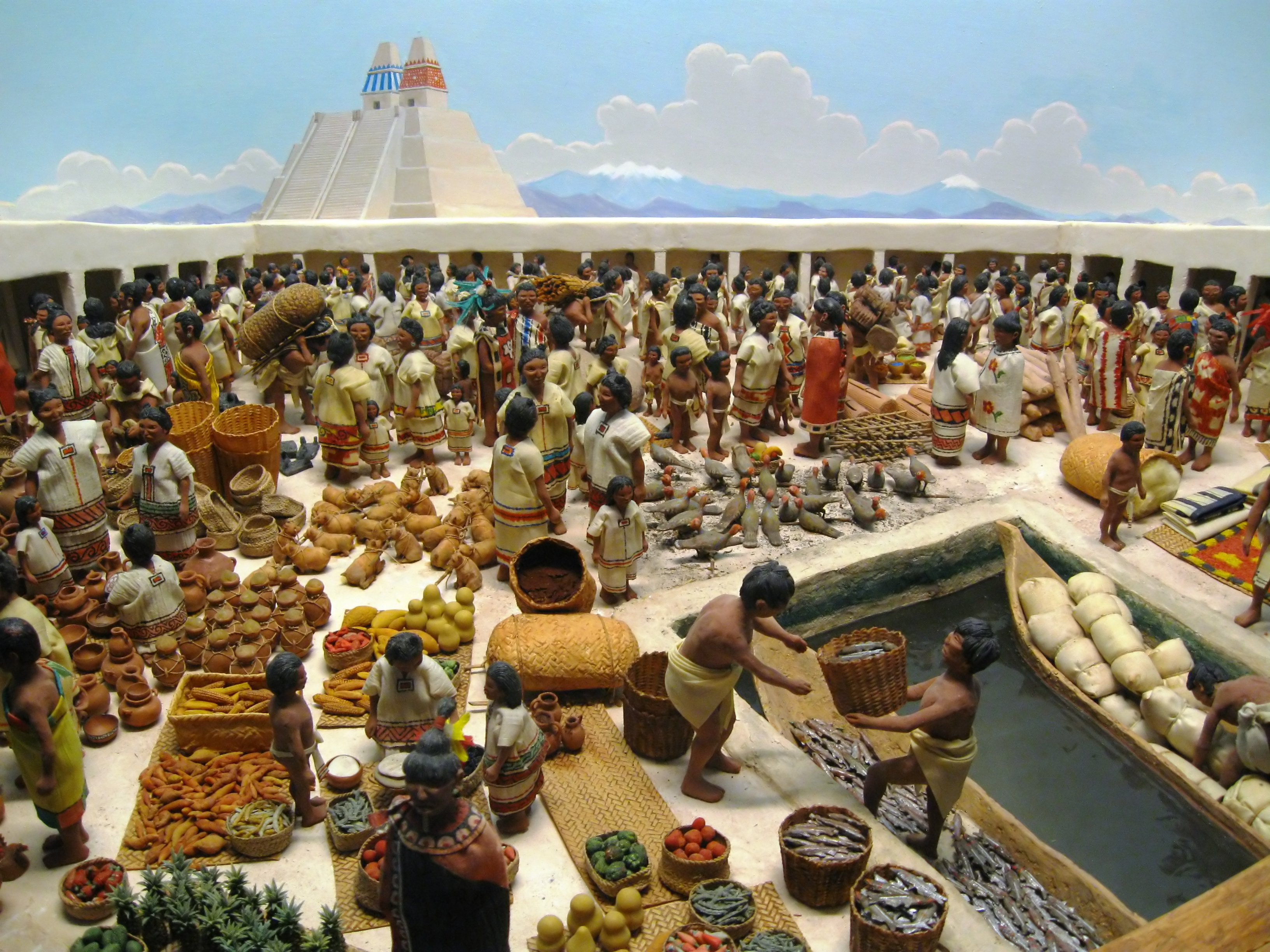
Représentation du marché de Tlatelolco (Musée Field de Chicago).

La ville s'étendait sur un carré d'environ 3 km de côté, pour une superficie approximative de 1 000 ha, depuis le nord de Tlatelolco annexé en 1476 jusqu'à une série de hameaux au sud, et d'Atlixco à l'est jusqu'à la rivière Chichimecapan et l'actuelle rue de Bucareli (à Atlampa) à l'ouest.
Elle était divisée en quatre grandes sections (campan) dont le centre était le Templo Mayor : Cuepopan au nord, Teopan à l'est, Moyotlan au sud et Atzacalco à l'ouest. Ce découpage gouvernemental (le chef militaire de chaque campan était nommé par le pouvoir central) et religieux (chaque campan avait son propre temple) se superposait à celui, à la base de la société aztèque, de multiples calpullis (« groupes de maisons »). Quatre grandes chaussées traversaient la ville. Bernal Díaz del Castillo rapporte que 10 chevaux pouvaient y passer de front.
Chaque calpulli possédait son marché (tianquiztli), mais il y avait un grand marché concernant toute la ville à Tlatelolco. Cortés estima ce marché comme deux fois plus grand que la ville de Séville avec plus de 60 000 commerçants. Bernardino de Sahagún donna lui des chiffres plus raisonnables avec 20 000 commerçants les jours habituels et jusqu'à 40 000 les jours de fête. Ce centre commercial était composés de boutiques diverses ; il disposait d'une police et d'un tribunal spécialisés.
Des marchés spécialisés dans certains types de produits se tenaient dans les petites villes autour de Tenochtitlan. À Chollolan, les bijoux et les pierres précieuses ; à Texcoco, les vêtements ; à Acuma le marché aux chiens (offerts en sacrifice, utilisés comme animaux de compagnie ou mangés).
La ville avait une grande symétrie. Toutes les constructions devaient être approuvés par le calmimilocatl, un fonctionnaire chargé de l'urbanisme de la ville. Chaque maison, même modeste, possédait son jardin et son bain de vapeur (temazcalli). 
La ville possédait aussi des latrines publiques. Les excréments étaient recueillis pour être utilisés comme engrais. Environ 1 000 personnes travaillaient de plus au nettoyage de la ville.
Moctezuma Ier avait fait construire un premier aqueduc de 5 km de long. Un deuxième fut aménagé sous Ahuitzotl entre Coyoacan et le centre. En 1449, une digue de 16 km a été édifiée pour protéger la ville des inondations.

## Le centre religieux (Templo Mayor)

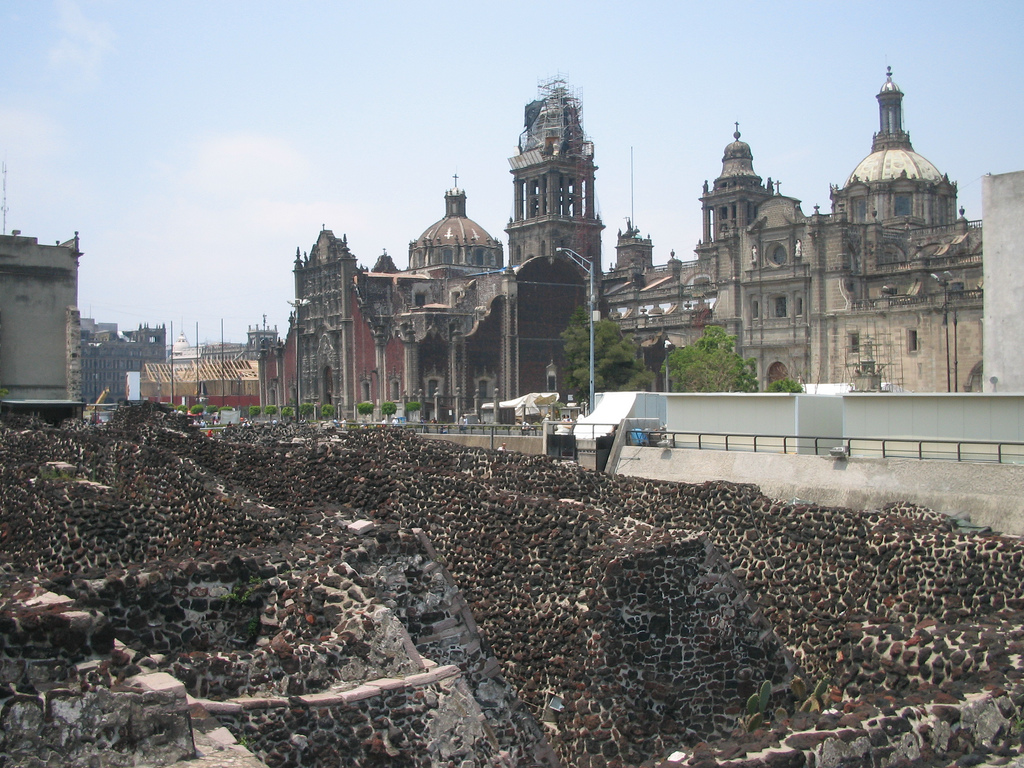
Les ruines des différentes étapes de construction du Templo Mayor, à Mexico, en 2008.

Au nord de la place centrale, qui coïncidait à peu près avec l'actuel Zócalo de Mexico, une quarantaine de bâtiments publics formaient le centre religieux (Templo Mayor). Il comptait une pyramide avec deux sanctuaires, d'autres temples (de Quetzalcóatl, de Tezcatlipoca, de Ciuacoatl, de Coacalco), mais aussi un collège (calmecac), le Mecatlan (école de musique) et des arsenaux.
Ce centre religieux était fortifié par une enceinte crénelée de têtes de serpents (Coatepantli, « muraille de serpents ») de 300 mètres de large sur 400 de long, qui longeait le nord de la place centrale et le flanc du palais de l'empereur Moctezuma II (actuelle rue de la Moneda) et dont les portes étaient protégées par une garnison d'élite. Il s'inscrivait dans un espace de 200 mètres de côté et comportait plusieurs bâtiments distribués autour d’un jardin : appartements impériaux, tribunaux, magasins, trésor, volière, jardin zoologique, salles de musique et de danse.

## Société
Bernardino de Sahagún rapporte qu'on trouvait dans la capitale aztèque des mendiants, des voleurs et, la nuit, des prostituées aux tenues voyantes, aux dents peintes et qui mâchaient bruyamment le tzictli (ancêtre du chewing-gum) pour attirer les clients.
Tenochtitlan comptait aussi un autre type de femmes : les ahuianis, femmes chargées d'avoir des relations sexuelles avec les guerriers.

## Souverains
| Portrait      | Identité                          | Période           | Période         | Durée              |
| Portrait      | Identité                          | Début             | Fin             | Durée              |
| ------------- | --------------------------------- | ----------------- | --------------- | ------------------ |
| Acamapichtli  | Acamapichtli (XIVe siècle - 1395) | 1376              | 1395            | 19 ans             |
| Huitzilihuitl | Huitzilihuitl (mort en 1417)      | 22 janvier 1396   | 1417            | 21 ans             |
| Chimalpopoca  | Chimalpopoca (1397 - 1427)        | 21 juillet 1417   | 1427            | 10 ans             |
| Itzcoatl      | Itzcoatl (1380 - 1440)            | 22 juin 1427      | 1440            | 13 ans             |
| Moctezuma Ier | Moctezuma Ier (1398 - 1469)       | 22 mai 1440       | 1469            | 29 ans             |
| Axayacatl     | Axayacatl (1449 - 1481)           | 2 août 1469       | 1481            | 12 ans             |
| Tizoc         | Tizoc (1436 - 1486)               | 2 juin 1481       | 1486            | 5 ans              |
| Ahuitzotl     | Ahuitzotl (XVe siècle - 1502)     | 15 avril 1486     | 1502            | 16 ans             |
| Moctezuma II  | Moctezuma II (1466 - 1520)        | 14 avril 1502     | 1520            | 18 ans             |
| Cuitláhuac    | Cuitláhuac (1476 - 1520)          | 16 septembre 1520 | 3 décembre 1520 | 2 mois et 17 jours |
| Cuauhtémoc    | Cuauhtémoc (1495 - 1525)          | février 1521      | 13 août 1521    | 6 mois             |